# Andrey Lekarski
 (novembre 2014).
Si vous disposez d'ouvrages ou d'articles de référence ou si vous connaissez des sites web de qualité traitant du thème abordé ici, merci de compléter l'article en donnant les références utiles à sa vérifiabilité et en les liant à la section « Notes et références ».
Andrey Lekarski né le 2 décembre 1940 à Sofia (Bulgarie) est un peintre et sculpteur franco-bulgare.

## Biographie
C'est le deuxième fils du général Krum Lekarski et de Nadejda Lekarska.
De 1954 à 1959, il fait ses études à l'École d'Arts Plastiques à Moscou.
En 1962, il s'inscrit à l'École nationale supérieure des beaux-arts à Paris. Depuis 1962, il vit et travaille à Paris.
En 1969, il part au Mexique. C'est là qu'il réalise sa première exposition de peintures à la galerie Jack Misrachi.
Il se marie en 1970 avec Svetla Velitchkova. En 1976, sa première fille Katia Lekarski naît et, en 1981, sa deuxième fille Sylvie Lekarski naît.
À partir de 1989, il partage son temps entre Paris et la Bulgarie où il produit ses bronzes.
En 1991, il signe un contrat avec Raphaël Doueb, propriétaire de la galerie Le Monde de l'Art et en 1992 il réalise une grande exposition de sculptures monumentales.
En 1993, la ville de Nancy et Le Monde de l'Art organisent un évènement culturel "l'Été de la sculpture". Les sculptures monumentales d'Andrey Lekarski et de Mikhaïl Chemiakine sont exposées pendant 3 mois sur la place Stanislas. Lors de cette exposition, Lekarski reçoit la médaille de la Ville de Nancy par le maire André Rossinot. Une partie de cette exposition a été installée en exposition permanente dans le parc de l'abbaye des Premontrés à Pont-à-Mousson.
En 2002, le musée national des Beaux-Arts de Sofia lui consacre une exposition.

### Sculpteur

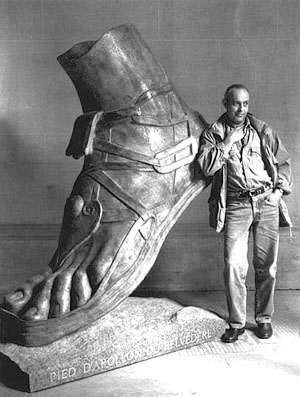
Andrey Lekarski et sa sculpture monumentale Le Pied d'Apollon du Belvédère

Très tôt, il s'intéresse à la sculpture. À partir des moulages des modèles antiques, il propose des assemblages surprenants fixés définitivement dans une sorte de "collage de bronze". Il délire sur les formes selon l'inspiration du moment, transporté par son goût de liberté et une permanente joie de vivre. Un moyen efficace d'exprimer ses fantasmes, utilisant un langage remplie de symboles. Le raffinement de ses patines donne un ton définitif et durable à ses œuvres extravagantes.
Après Christo, Andrey Lekarski est l'artiste bulgare qui a la plus grande notoriété en Occident. Européen avant date il œuvre pour cette mixité de cultures qui va caractériser le XXIe siècle. La tradition slave, riche d'humour et de passion, imprime dans ses bronzes la force de l'authenticité. Il croit fermement en une culture mondialisée, une sorte de banque mondiale des valeurs où chaque pays, chaque ethnie apportera une nouvelle saveur, une connotation particulière. On pourra alors dire que Lekarski représente « le véritable goût bulgare » dans la sculpture.

### Peintre
La peinture d'Andrey Lekarski provoque des rendez-vous insolites, une manière différente d'envisager notre quotidien. Son exposition en 1978 à la Galerie Liliane François intitulée Safari aux Tuileries est une étape de cette démarche. À partir de ce qui pourrait n'être qu'un gag, Lekarski en fait la pierre de touche d'une réflexion qui engage les rapports humains, le cadre de vie, la répartition des activités entre vie citadine et vie sauvage et jusqu'au sens de la ville. Lors de cette exposition qui fut un évènement de la vie artistique parisienne, le musée d'art moderne de la ville de Paris a fait l'acquisition d'une de ses toiles Katia au Pays des merveilles.